# Lamoins River
Lamoins River är ett vattendrag i Dominica.   Det ligger i parishen Saint John, i den västra delen av landet, 29 km norr om huvudstaden Roseau.